# 韋賽德 (加利福尼亞州弗雷斯諾縣)
韋賽德（英語：Westside）是位於美國加利福尼亞州弗雷斯諾縣的一個非建制地區。該地的面積和人口皆未知。

## 地理
韋賽德的座標為36°24′02″N 120°08′21″W / 36.40056°N 120.13917°W，而該地的平均海拔高度為76米（即249英尺）。